# Проигрыватель грампластинок

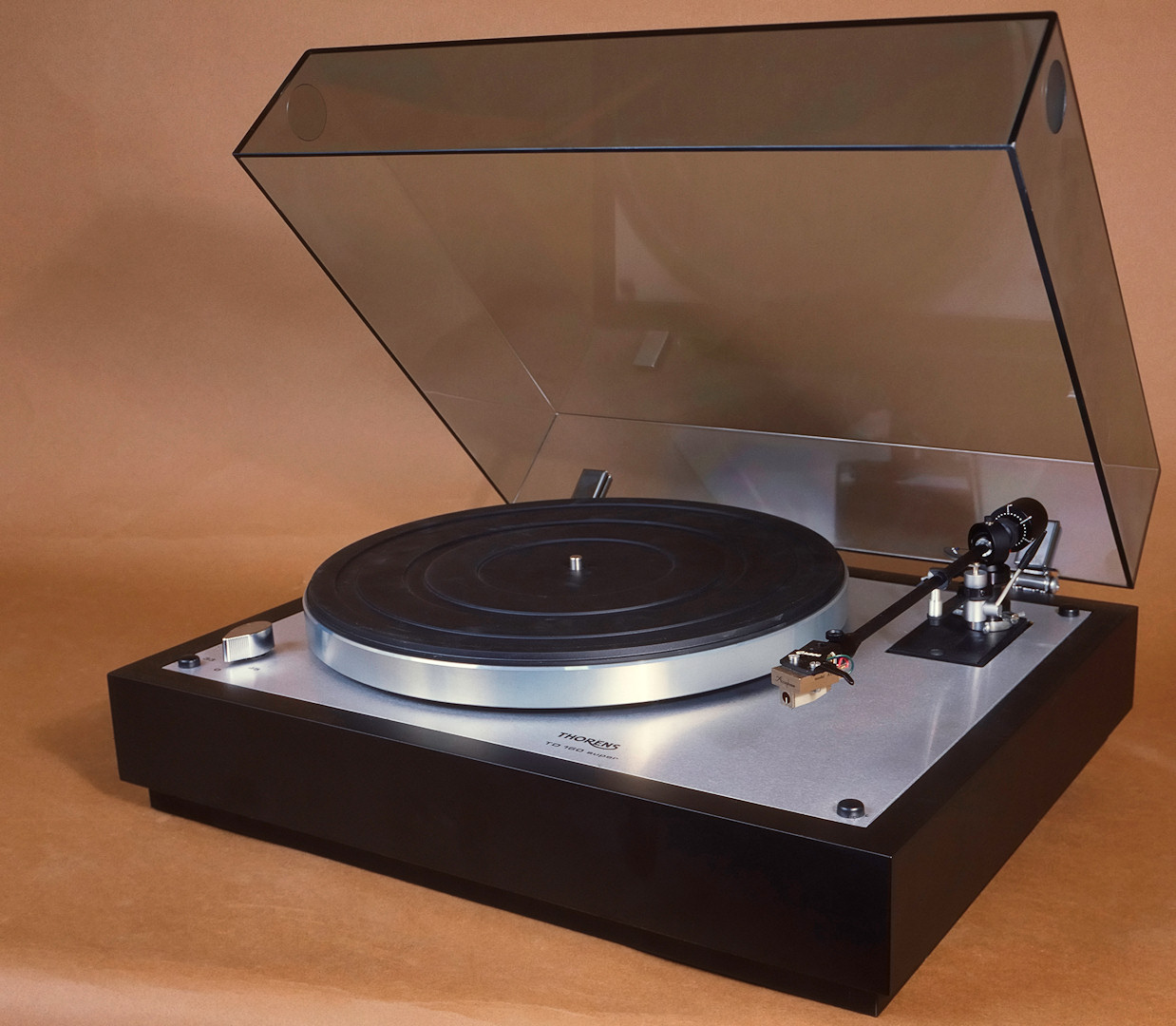
Электропроигрыватель Thorens TD 160 super

Электропрои́грыватель или просто прои́грыватель — аппарат для воспроизведения звука с грампластинок, имеющий в своем составе электропроигрывающее устройство (ЭПУ) и органы управления.
Не следует путать электропроигрыватель с электрофоном, который помимо вышеуказанных устройств имеет в составе также усилитель и акустическую систему.

## История
Электропроигрыватели появились в конце 1920-х годов.
Ранние электропроигрыватели были рассчитаны на воспроизведение монофонических записей и оснащались электромагнитными звукоснимателями. В качестве игл использовались обычные граммофонные; их необходимо было менять после каждого проигрывания записи.

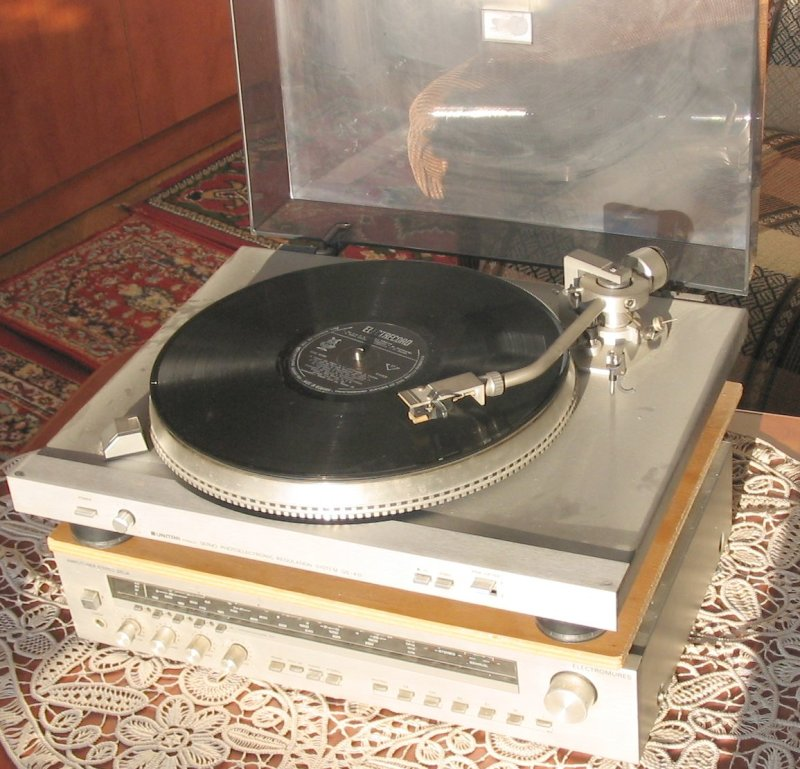
Электропроигрыватель польского производства, конец 1970-х годов

По качеству звучания уже первые электропроигрыватели превосходили современные им граммофоны и патефоны за счёт использования электронных усилителей сигнала. К тому же головки звукоснимателя у электропроигрывателей были легче, что меньше изнашивало пластинки и продлевало срок их службы. Основными недостатками электропроигрывателей были необходимость использования внешнего усилителя и громкоговорителя и, разумеется, потребность в электричестве. В 20-е — 30-е годы это существенно ограничивало сферу их применения. Также электропроигрыватели были гораздо дороже механических устройств для воспроизведения грамзаписей.
В СССР первый электропроигрыватель, получивший название ЭППГ-1 (электропроигрыватель пластинок граммофонных), был выпущен в конце 1935 года на Московском электромашиностроительном заводе. ЭППГ-1 был рассчитан для проигрывания стандартных патефонных грампластинок на скорости 78 об/мин совместно с любым радиовещательным приёмником, имеющим вход для внешнего звукоснимателя.
В 1940-х годах появились головки звукоснимателей пьезоэлектрического типа, которые были легче и проще по конструкции. В СССР такие головки начали выпускать в 1950 году.
В более современных электропроигрывателях вновь вернулись к использованию электромагнитных (MM и MC) головок звукоснимателя[уточнить].
Ещё несколько лет спустя, когда появились долгоиграющие пластинки на 33⅓ об/мин, наладили выпуск электропроигрывателей с двумя скоростями вращения. В ранних моделях переключение осуществлялось путём перемещения резинового прижимного ролика вверх-вниз вдоль ступенчатого вала электродвигателя. Для советских ЭПУ второго и третьего классов такая схема использовалась вплоть до окончания их выпуска.

## Устройство
Основным элементом электропроигрывателя является ЭПУ, которое обычно выполняется в виде функционально законченного блока и может быть использовано не только в электропроигрывателях, но и в электрофонах или радиолах. ЭПУ состоит из электродвигателя, массивного диска, тонарма с головкой звукоснимателя и различных вспомогательных устройств: автостопа, автомата для установки звукоснимателя на вводную канавку грампластинки, микролифта для плавного опускания и подъёма головки звукоснимателя и т. д. По сути, электропроигрыватель представляет собой ЭПУ, снабжённое корпусом, источником питания и органами управления.
Впрочем, электропроигрыватель c магнитной головкой звукоснимателя обычно комплектуется фонокорректором, компенсирующим неравномерность частотной характеристики головки звукоснимателя.

## Современность

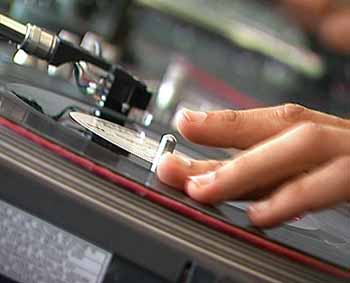
Ди-джей делает скретчинг

Электропроигрыватели наряду с электрофонами продолжают использоваться для воспроизведения грампластинок, в основном любителями ретро и аудиофилами. Последние, как правило, уже имеют устраивающий их усилитель мощности, поэтому электропроигрыватели предпочтительнее для них, нежели электрофоны со встроенным усилителем — скорее всего, более низкого качества.
Также электропроигрыватели по-прежнему являются одним из основных инструментов работы ди-джеев, практикующих вращение диска руками в такт ритму и использующих различные приёмы проигрывания, например скретчинг. Диджейские электропроигрыватели позволяют производить мгновенные остановки и пуски с определённого места и допускают проигрывание при вращении пластинки в обратном направлении.